# مارکو داسیلوا (بازیکن فوتبال فرانسوی)
مارکو داسیلوا (فرانسوی: Marco da Silva‎؛ زادهٔ ۱۰ آوریل ۱۹۹۲) یک بازیکن فوتبال اهل فرانسه است.
از باشگاه‌هایی که در آن بازی کرده‌است می‌توان به باشگاه فوتبال والنسین اشاره کرد.